# Tahara, Aichi
Tahara (田原市 Tahara-shi, Điền Nguyên) là một thành phố thuộc tỉnh Aichi, Nhật Bản.
Tính đến năm 2010, thành phố có dân số ước tính khoảng 66.567 và mật độ dân số 353 người/km². Tổng diện tích là 188,81 km².

## Lịch sử
Thành phố được thành lập vào ngày 20 tháng 8 năm 2003 là kết quả sự sáp nhập thị trấn Tahara và Akabane. Ngày 1 tháng 10 năm 2005 thị trấn Atsumi được sáp nhập vào Tahara.

## Thành phố kết nghĩa
- Georgetown, Kentucky, Mĩ

## Thư viện ảnh

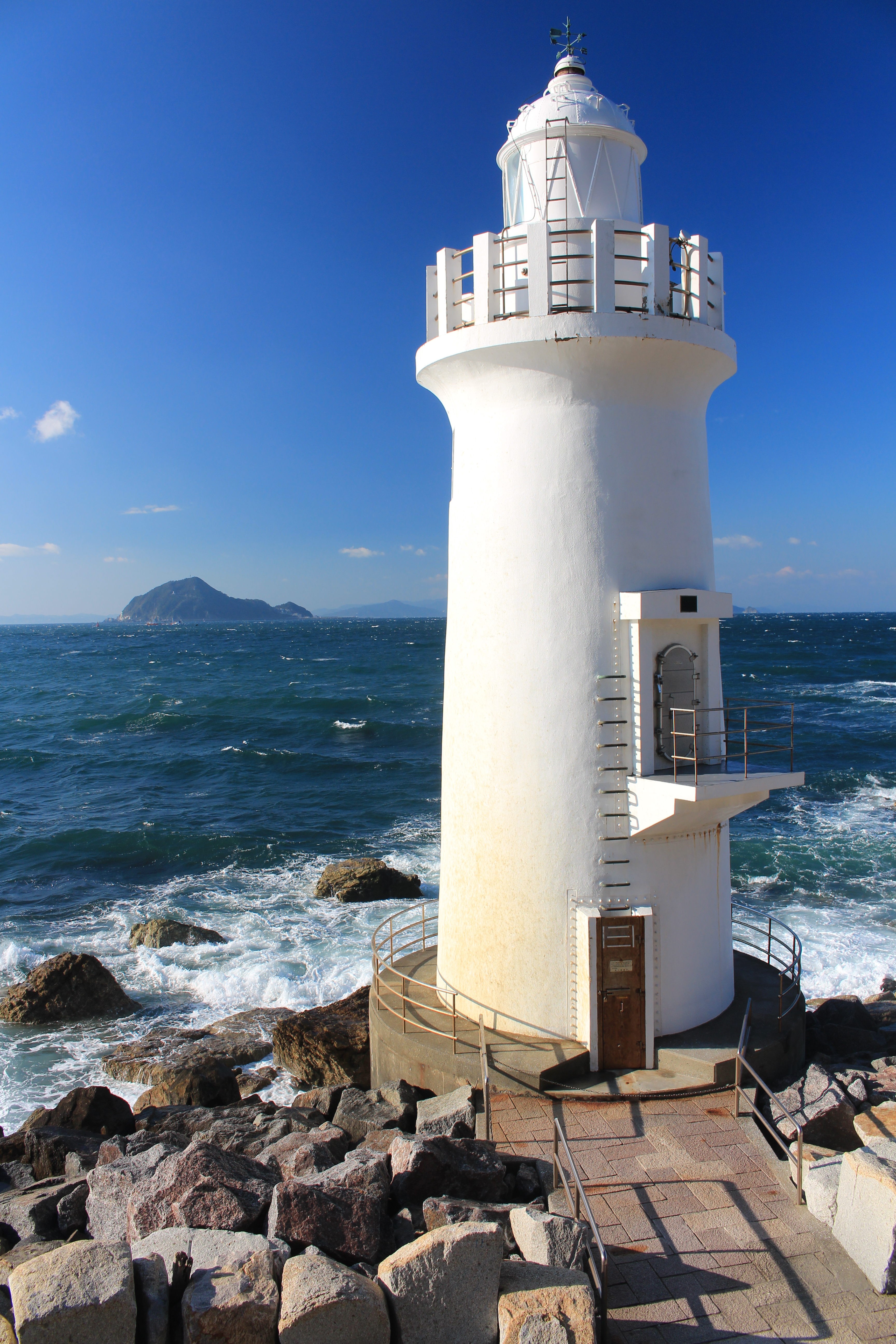
伊良湖岬灯台
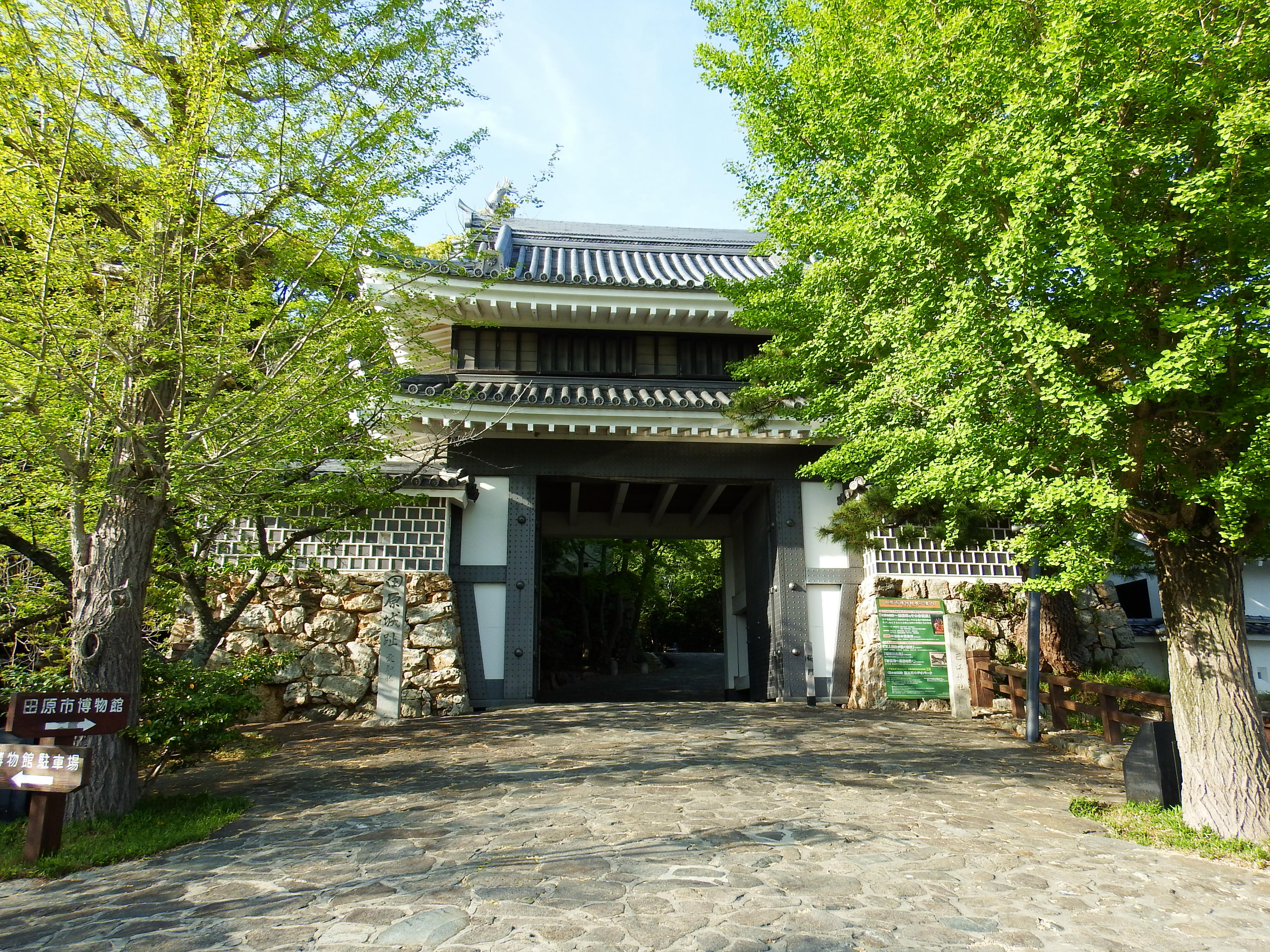
田原城
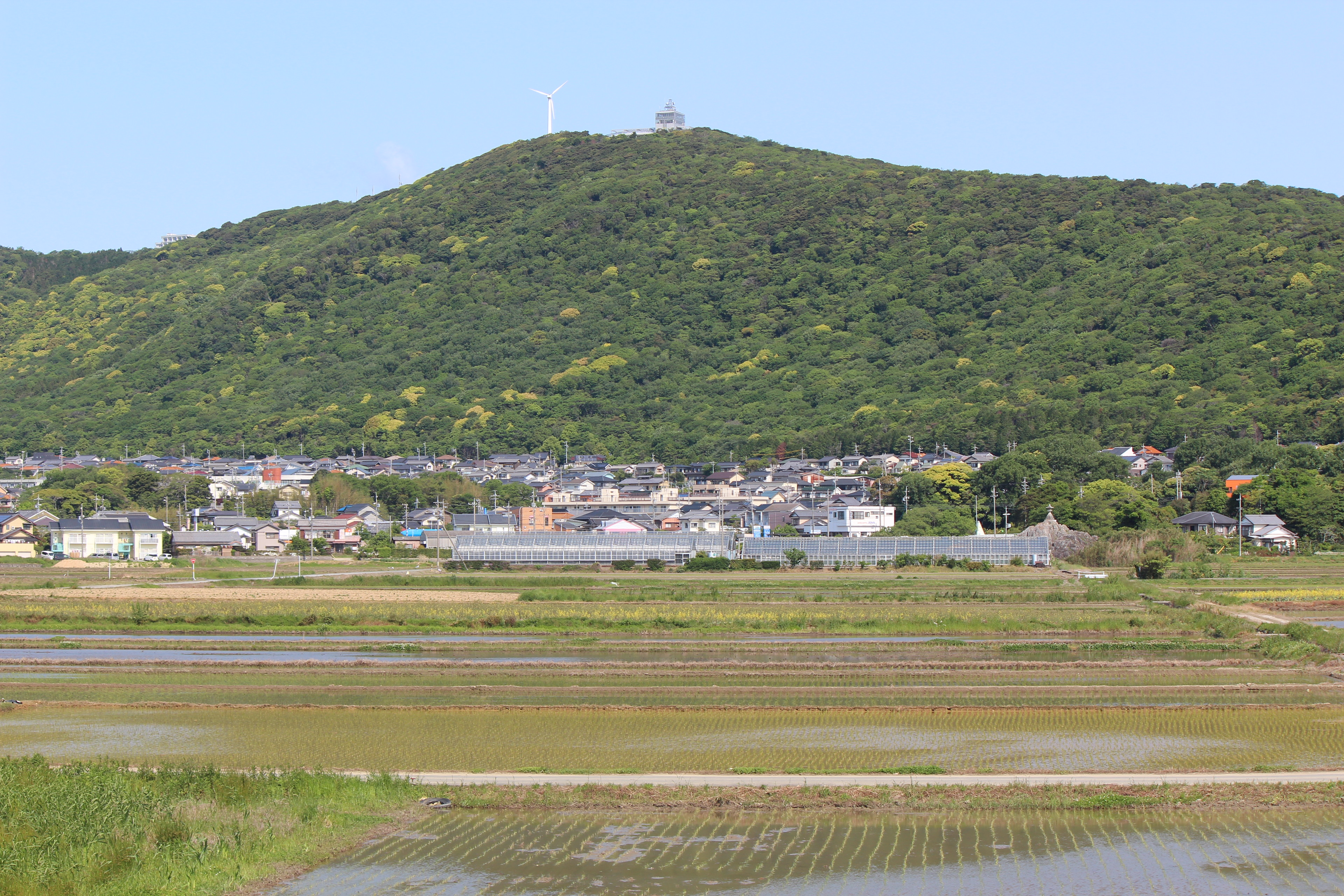
蔵王山
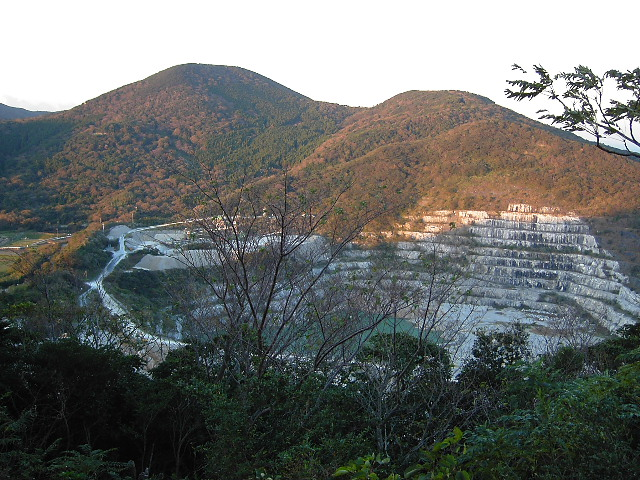
衣笠山
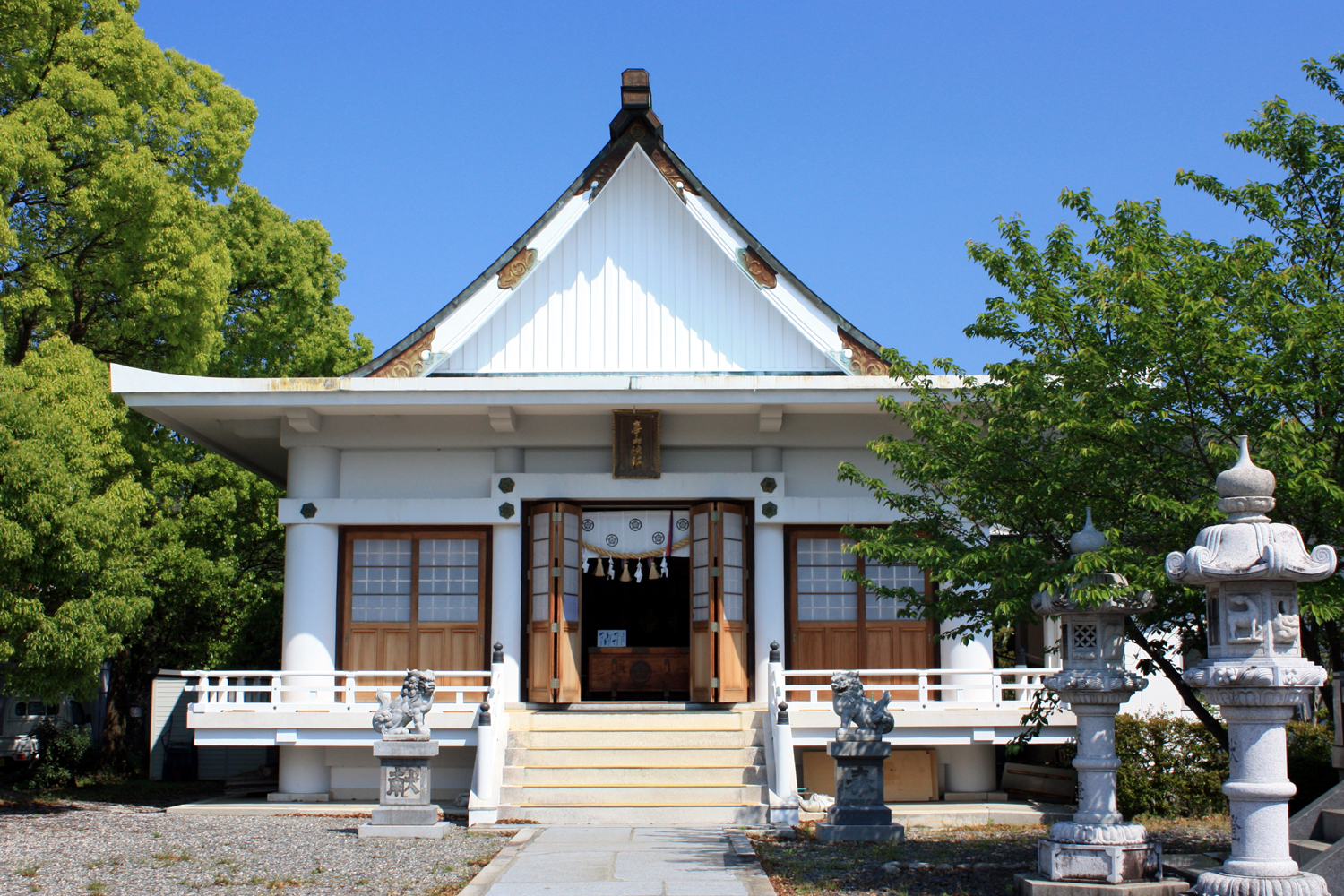
崋山神社
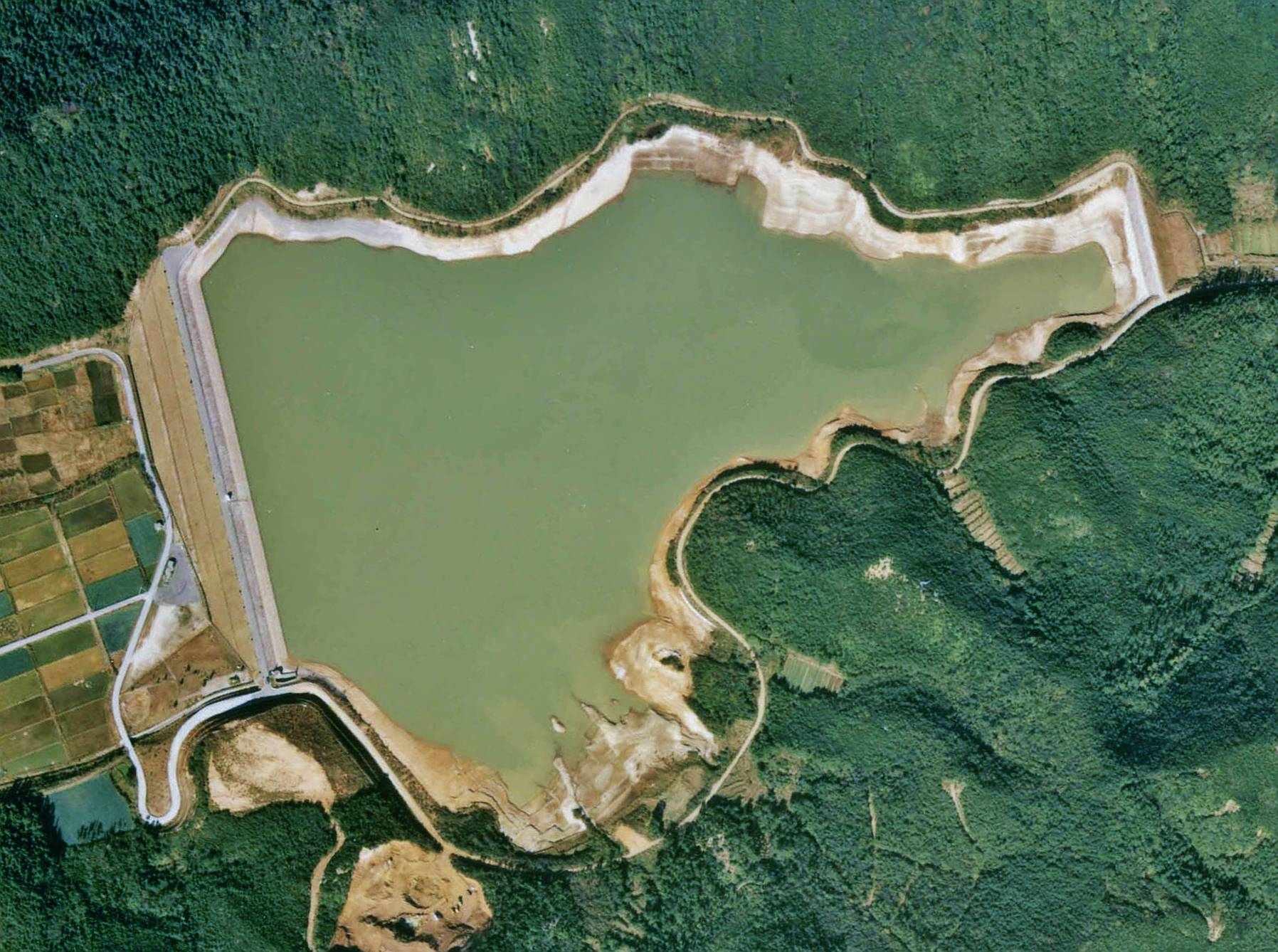
初立池
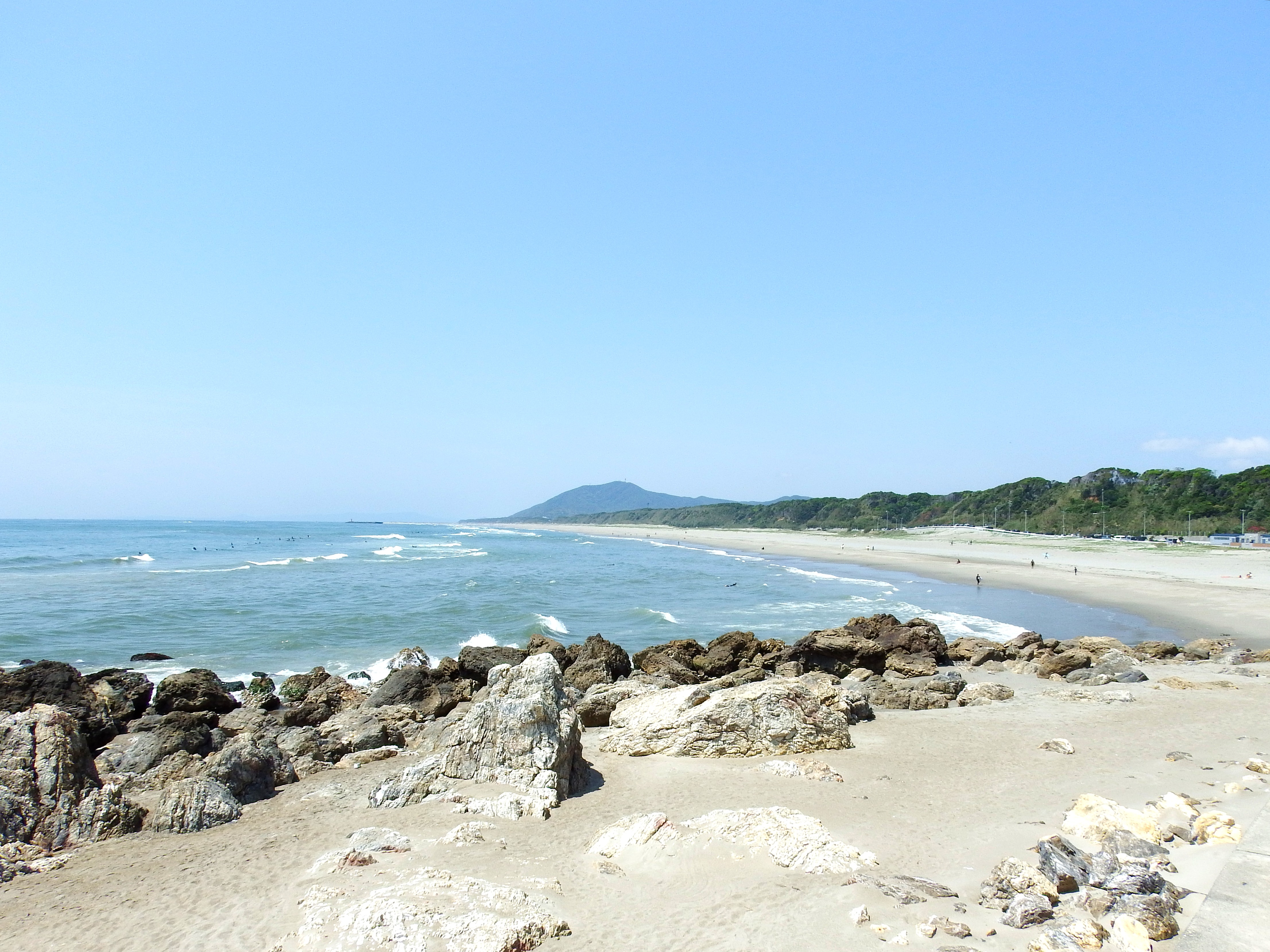
赤羽根海岸
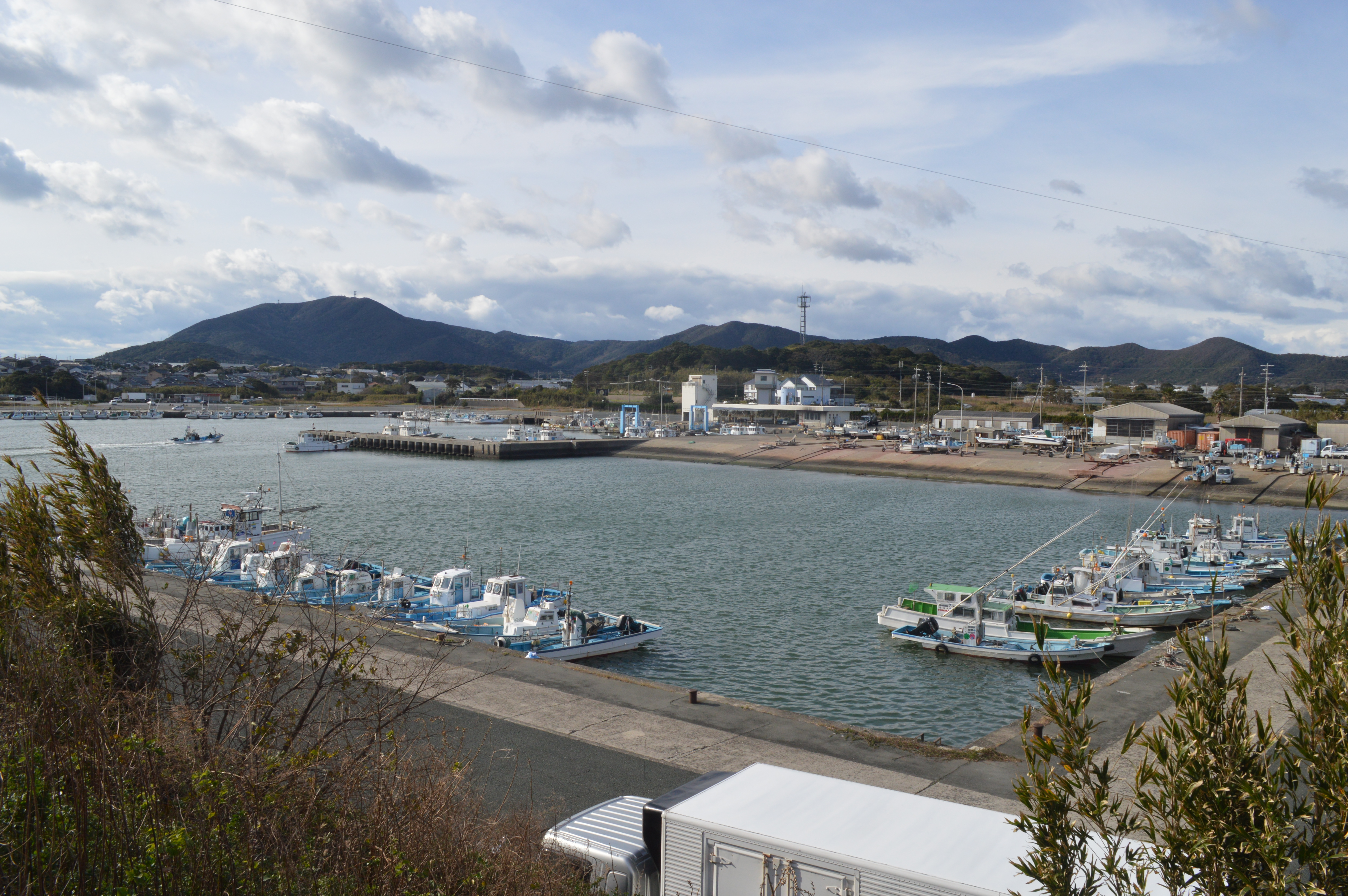
赤羽根漁港
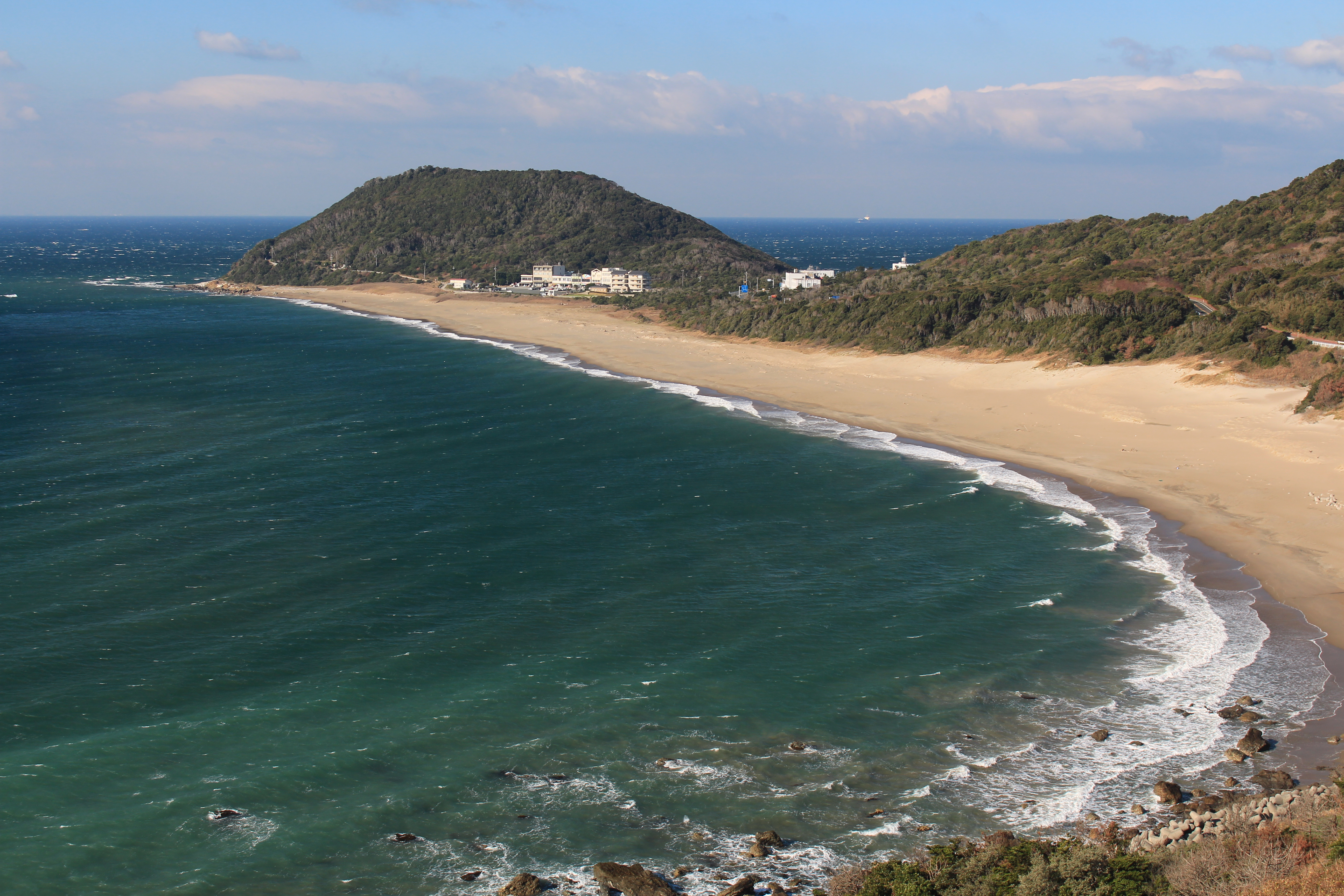
恋路ヶ浜
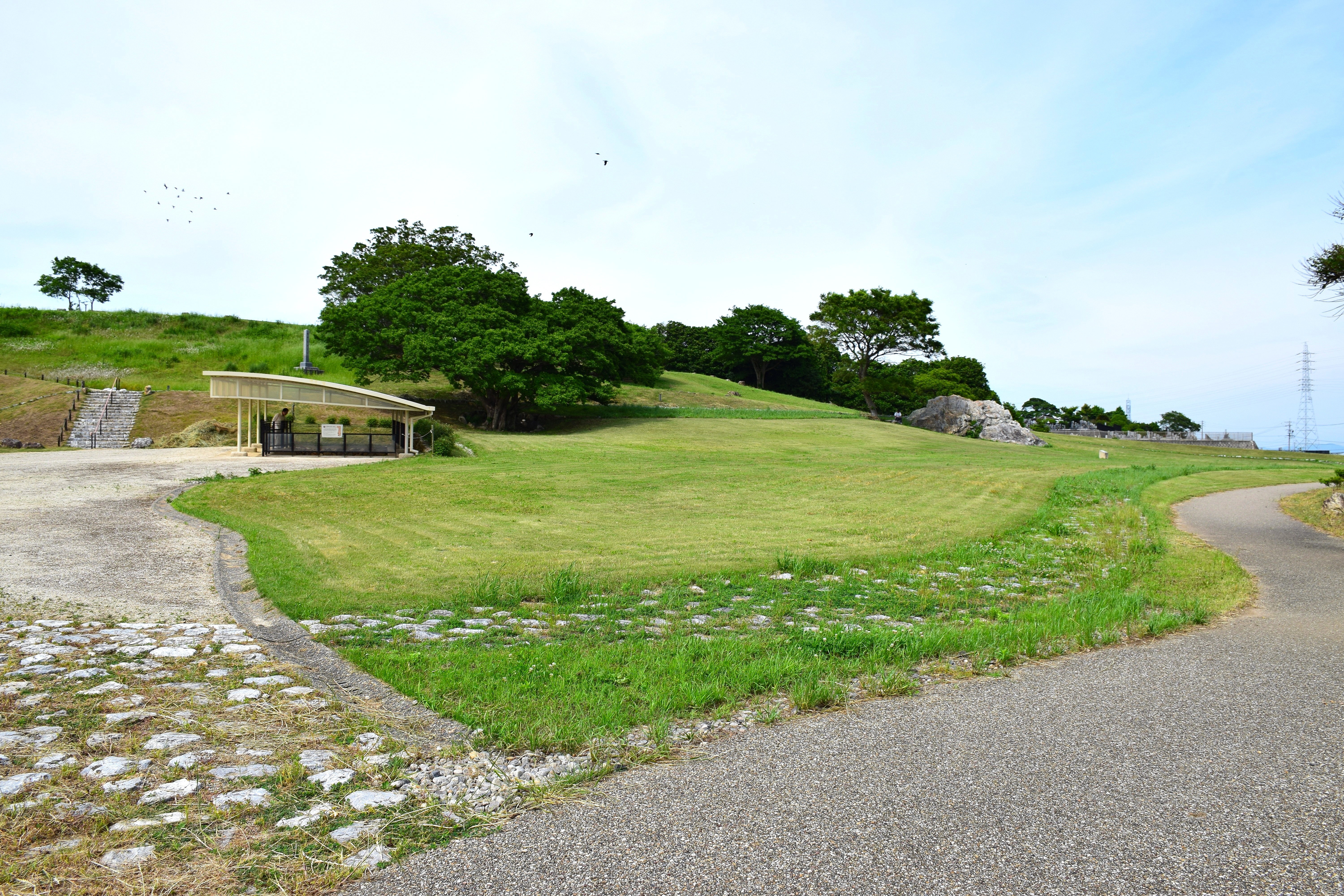
吉胡貝塚